# KwaNdebele

Flagge KwaNdebeles

Lage KwaNdebeles in Südafrika

KwaNdebele (deutsch: Heimat der Ndebele) war von 1981 bis 1994 ein Homeland im Nordosten Südafrikas im Zentrum der ehemaligen Provinz Transvaal. Es war für die Süd-Ndebele bestimmt. Hauptstadt war zunächst Siyabuswa, ab 1986 KwaMhlanga.

## Geographie
KwaNdebele bestand aus zwei Gebieten, die zusammen rund 2200 km² groß waren. Das weitaus größere Gebiet lag rund 75 bis 170 Kilometer nordöstlich von Johannesburg. Größter Ort des Gebiets war Siyabuswa, das im Nordosten des Gebiets lag. Im Nordwesten grenzte das Gebiet an ein kleines Gebiet des formal unabhängigen Bophuthatswana. Das Gebiet lag im dicht bevölkerten Norden unter 1000 Meter über dem Meeresspiegel, im Südosten stieg es bis auf 1690 Meter.
Das zweite Gebiet KwaNdebeles lag östlich des ersten Gebietes. Im Norden grenzte es an das größte Gebiet des Homelands Lebowa.
KwaNdebele wurde fast nur von Süd-Ndebele bewohnt. Von 440.000 südafrikanischen Ndebele lebten 1989 145.000 im Homeland. Nach anderen Angaben hatte KwaNdebele 373.012 Einwohner (Stand 1992).

## Geschichte
Schon 1972 handelten einige Stammesvertreter mit Südafrika eine beschränkte Unabhängigkeit aus. Seit 1974 kaufte Südafrika Land für ein solches „Bantustan“ im Umland von Weltevreden auf. Am 7. Oktober 1977 wurde die Ndebele Territorial Authority eingerichtet. Erster Chief Executive Councillor (deutsch etwa: „Oberster Exekutiv-Ratsherr“) war Simon Somkhahlekwa Skosana, der keiner Partei angehörte.
KwaNdebele wurde 1979 gegründet. Am 1. April 1981 bekam es formale Selbstverwaltungsrechte. die gesetzgebende Versammlung bestand aus 56 ernannten traditionellen Oberhäuptern und 16 gewählten Mitgliedern, Frauen waren nicht vertreten. Skosana wurde erster Chief Minister („Oberster Minister“) von KwaNdebele.
Auf Betreiben des Ministers Piet Koornhof sollte das Gebiet KwaNdebele im Dezember 1984 in die formelle Unabhängigkeit entlassen werden. Damit war vorgesehen, dass seine Bewohner die südafrikanische Staatsbürgerschaft verlieren würden. Ungeachtet dessen sei ihnen das Recht zu erhalten, auch weiterhin im täglichen Berufsverkehr nach „Südafrika“ einzupendeln. Zur Konsolidierung dieser Entwicklungsperspektive wurde im Jahre 1983 die Übersiedlung von Angehörigen der KwaNdebele in 12 Ortschaften (genannt resettlement areas, d. h. „Rücksiedlungsgebiete“) vorbereitet.
Vom 15. bis 17. November 1984 fanden für 16 Wahlkreise der 73 Mitglieder umfassenden Legislative Assembly Wahlen statt.
Zwangsräumungen in umliegenden Gebieten führten zu einem Bevölkerungsanstieg in KwaNbedele. Im Mai 1986 gab es eine von Schülern angeführte Revolte gegen die Unabhängigkeit und die herrschende Imbokodo-Partei. Bis Juli 1986 kamen mehr als 200 Menschen ums Leben. In einer im August 1986 durchgeführten Parlamentsabstimmung wurde eine Unabhängigkeit zu den von Südafrika angebotenen Bedingungen abgelehnt. Im November 1986 löste Klaas Mtshweni den verstorbenen Skosana ab. Wenige Tage später übernahm Prince George Majozi Mahlangu das Amt.
Zwar saß zu dieser Zeit die gesamte Opposition im Gefängnis, doch Pretoria musste die Unabhängigkeitspläne zurückstellen. Ursprünglich war vorgesehen, KwaNdebele am 7. Dezember 1984 als fünftes Homeland nach der Transkei, Bophuthatswana, Venda und der Ciskei in die formale Unabhängigkeit zu entlassen, doch wurde dieser Termin immer wieder verschoben. Der letzte offiziell benannte Termin für eine Unabhängigkeitserklärung war der 4. Dezember 1986, aber auch dieser Termin verstrich. 1988 erkämpften die Frauen vor dem Obersten Gericht in Pretoria das Wahlrecht. Ab dem 29. März 1988 wurde der Moutse-Distrikt, der 1986 zu KwaNdebele gekommen war, von Südafrika verwaltet.
Am 27. Juli 1986 trat der KwaNdebele Corporations Act (1985) in Kraft. Dieses Gesetz sicherte nun die bisherige Existenz der KwaNdebele National Development Corporation (KNDC) rechtlich ab. Dieses von Pretoria aus gesteuerte Unternehmen sollte externen Firmen auf den Sektoren der Landwirtschaft, des Handels, der Finanzwirtschaft, Industrieproduktion, Kommunikationstechnologie und Transportdienstleistungen, Energiewirtschaft, des Bergbaus sowie des Wohnungsbaus die erforderlichen Grundlagen für eine Ansiedlung im Umfeld billiger Arbeitskräfte unter der Homelandbevölkerung bereiten. Mit diesem Gesetz wurden einige zuvor geltende Rechtsvorschriften der südafrikanischen Regierung aufgehoben, darunter Teile des Promotion of the Economic Development of National States Act. Die KNDC unter Leitung ihres Hauptmanagers Philip Kotzenberg sah beispielsweise in der Entwicklung des Industriestandorts von Ekandustria, in der Nähe von Bronkhorstspruit, einen Schwerpunkt für die PWV-Region.
Mahlungu war bis zum 3. Februar 1989 im Amt und wurde dann von Prince Jonas Masana Mabena abgelöst, der das Amt bis zum 30. April 1990 innehatte. Letzter Chief Minister KwaNdebeles wurde der zuvor inhaftierte Prince James Senzangakhona Mahlangu, der der Intando Yesizwe Party (IYP) angehörte, die bei der Wahl 1988 etwa 80.000 von 87.000 Stimmen erhalten hatte. Mit ihm musste die südafrikanische Regierung notgedrungen zusammenarbeiten.
Am 27. April 1994 wurde KwaNdebele zusammen mit den neun anderen Homelands wieder mit Südafrika vereinigt. Heute ist es Teil der Provinz Mpumalanga.

## Orte
Folgende 12 Siedlungsschwerpunkte wurden mit der Konsolidierungspolitik der Apartheidregierung ab 1983 in den Fokus genommen (in Klammer die zu diesem Zeitpunkt dahin abgeschobenen Personen):
- Boekenhout (11.600 Personen)
- Gemsbokspruit (6700)
- Goederede (3400)
- Kwaggafontein (36.800)
- Leeufontein (11.550)
- Mathyszynhoop (3600)
- Pieterskraal (3600)
- Siyabuswa (41.700)
- Tweefontein (27.900)
- Vaalbank (9300)
- Vlaklaagte (3300)
- Vrischgewaagd (4700)

## Demografie
In KwaNdebele lebten überwiegend Süd-Ndebele, daneben unter anderem rund 88.000 Zulu, 20.000 Nord-Sotho und 10.000 Swasi.

## Wirtschaft
Viele Bewohner KwaNdebeles arbeiteten als Pendler oder Wanderarbeiter im Industriegebiet um Johannesburg und Pretoria. Die Pendler mussten täglich je Strecke mehrere Stunden Busfahrt in Kauf nehmen. In geringen Maße wurde Landwirtschaft betrieben. Das Bruttoinlandsprodukt betrug 1986 509,5 Millionen Rand. 58 % des Einkommens wurden außerhalb KwaNdebele erwirtschaftet.